# ヒゲナガサシガメ
ヒゲナガサシガメ Serendiba staliana (Horvàth 1879) はカメムシ目サシガメ科の昆虫の1つ。全体に細長く、触角も歩脚も細長い。

## 特徴
体長14mmほどの細長いサシガメ。全体に黄色の地に暗褐色の斑紋があり、また全体に橙黄色を帯びることがしばしばある。頭部は暗褐色で、複眼は黒くて球形になっており、左右の眼を結ぶ横溝がある。単眼は黄色で大きく、左右の複眼に近い位置にあり、互いに大きく離れている。複眼の前の端の内側は黄色になっている。触角は糸状でとても長く、橙黄色をしている。第1節が最も長く、第3節がそれに次ぐ。前胸背は中央に横溝があり、それより前の部分は褐色で中央に縦溝がある。後半部は淡黄色で中央左右に太い暗褐色の条班があり、左右の端の突出部に鋭い棘状突起がある。小楯板は先端が尖っており、淡黄色で基部は暗い色となっている。前翅は長くて先端が腹部の後端を大きく越えており、革質部は暗褐色で先端の膜質部は淡褐色で半透明、翅脈は暗褐色になっている。体の腹面と歩脚は一様に黄色で、歩脚は細長くて細かな毛が多い。腿節は往々に橙黄色を帯びる。なおこのような色合いのため、かなり美しいとの評価もある。

## 分布と生息環境
日本では本州、四国、九州と対馬から知られ、国外では中国に分布する。
森林の樹上に見られるが多くない。普通は山麓や丘陵地に見られる。

## 分類
本種の学名は長らく Endochus stalianus が用いられてきたが、現在は上掲のものとなっている。この属は東洋区に分布する5種のみを含み、日本では本種のみが知られる。
他属、およびマキバサシガメ科にも本種のような細長い姿のサシガメ類はいくつかあるが、体色や斑紋でほぼ区別出来る。名前の上で似ているものにキベリヒゲナガサシガメ Euagoras plagiatus があり、やはり細長い体型をしているが、この種は黄縁といいながら実際にはその斑紋は赤色をしており、その分布は南西諸島以南である。